# Шён, Надин
Надин Шён (нем. Nadine Schön, род. 5 июня 1983, Лебах, Саар) — немецкий политик, член партии Христианский Демократический Союз (ХДС).

## Жизнь и карьера
После окончания института в 2002 году она изучала право в университетах Гейдельберга и Саарбрюкена. В 2006 году закончила своё образование, получив диплом юриста. Наряду с этой учебой она получила журналистское образование с 2002 по 2008, получив стипендию от Фонда Конрада Аденауэра. 31 июля 2010 она вышла замуж.

## Партия
Надин Шён является членом Союза Молодежи (СМ) и ХДС. В СМ она отвечает за социальные вопросы. Она занимает должность заместителя председателя округа в Санкт- Венделе. Вскоре после её выбора в Бундестаг она была избрана вице-председателем группы женщин фракции ХДС / ХСС.

## Депутат
С 2004 по 2009 гг. она была членом парламента Ландтага федеральной земли Саар. Она была в составе Комитетов по экономике, науке, по внутренним делам и спорту, по конституции и праву, по Европе. Они также была спикером по вопросам высшего образования, науки и политики.
В 2009 году она, как кандидат от парламентского избирательного округа Санкт-Вендель, в результате прямых выборов стала депутатом Бундестага Германии. Там она является постоянным членом Комитета по делам семьи, пенсионеров, женщин и молодежи и Комитета по экономике и технологиям.

## Общественная деятельность
Шён является председателем инициативного объединения по безопасности района Санкт-Вендель, возникшего в 2006 году, которое занимается вопросами чистоты и безопасности округа. С 2006 года она также является вице-председателем центра Йохена Рауша(Jochen-Rausch-Zentrum) в Санкт-Венделе, христианской инициативы, которая способствует развивающей деятельности в Индии, а также поддерживает местную программу профилактики молодежи.